# Lyoner Bleimedaillon

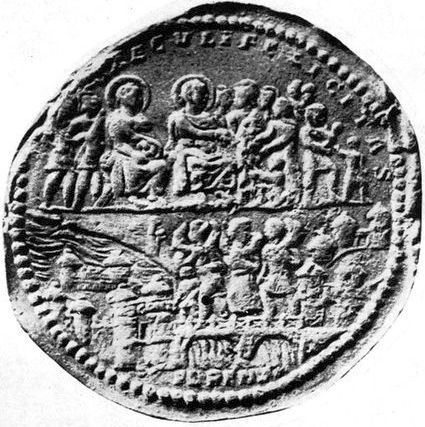
Lyoner Bleimedaillon, Cabinet des Médailles in der Bibliothèque nationale de France, Paris

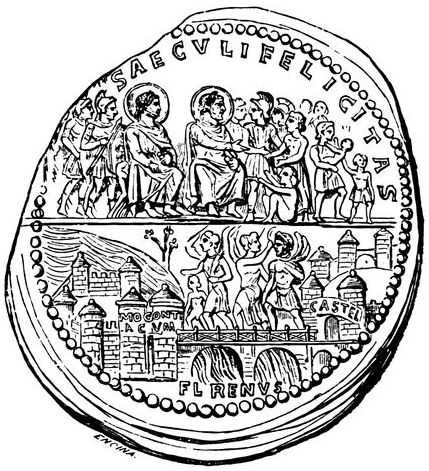
Teils fehlerhaft interpretierende Umzeichnung

Als Lyoner Bleimedaillon wird ein 1862 in der Saône bei Lyon gefundenes spätantikes Bleimedaillon bezeichnet, das sich heute im Cabinet des Médailles der Pariser Bibliothèque nationale de France befindet. Es trägt eine verkürzende Abbildung des römischen Mogontiacum, des heutigen Mainz, und ist die älteste Darstellung der Stadt.
Das Bleimedaillon ist als Probeprägung anzusprechen und diente der Prüfung eines Prägestempels, der für die Rückseite eines Goldmultiplum (Goldmedaillon) gefertigt wurde.
Die Stadt Mainz verleiht eine Nachbildung des Medaillons als Römisches Kaisermedaillon der Stadt Mainz in unregelmäßigen Abständen als Anerkennung an Personen, die sich Verdienste um die Kulturgeschichte von Mainz erworben haben.

## Beschreibung
Der Probeabschlag hat einen äußeren Durchmesser von 8,0 bis 8,7 Zentimetern, der das Bildfeld rahmende Perlstab einen von 6,9 bis 7,1 Zentimetern. Der Abschlag gehörte somit zum größten bekannten, daher wohl auch schwersten rekonstruierbaren Multiplum. Das schwerste erhaltene Goldmultiplum stammt aus dem Schatzfunde von Szilágysomlyó, dem heutigen Șimleu Silvaniei, und hat ein Gewicht ohne Fassung von etwa 180 Gramm.
Das Bildfeld des Medaillon ist horizontal in zwei Register geteilt. Im oberen Teil sind zwei sitzende und anhand ihres Nimbus als römische Kaiser zu identifizierende Personen mit ihrer Leibwache zur Rechten zu sehen. Es ist die älteste bekannte Darstellung des Nimbus als Zeichen kaiserlicher Würde. Von rechts nähert sich eine Personengruppe, die teils mit erhobenen Händen, teils kniend im Gestus der Proskynese oder Kinder auf den Armen haltend sich den Kaisern zuwendet. Die Beischrift lautet SAECVLI FELICITAS („Fruchtbarkeit des Zeitalters“).
In der unteren Medaillonhälfte sind Personen zu sehen, die von rechts nach links über eine Brücke gehen. Kleine, in das Bildfeld eingefügte Beischriften kennzeichnen die Örtlichkeiten: den zu überquerenden FL(umen) RENUS (Fluss Rhein), den rechtsrheinischen Brückenkopf CASTEL(lum) (Castellum (Mattiacorum), heute Mainz-Kastel), links das befestigte MOGONTI/ACUM (Mogontiacum, heute Mainz). Die beiden Orte werden in schematischer Verkürzung mit den Topoi zur Kennzeichnung befestigter Orte wiedergegeben und spiegeln keine realen Architekturen wider.

## Deutung
Die Darstellung kann frühestens nach der Einrichtung der Tetrarchie im Jahr 293 und dem damit verbundenen Mehrkaisertum entstanden sein. Laut Maria Radnoti-Alföldi erinnerte die Prägung an ein historisches Ereignis, das sie mit einer Ansiedlungserlaubnis des Jahres 297 identifiziert. Eine Lobrede auf Kaiser Constantius I. überliefert, der Caesar habe nach einer siegreichen Schlacht an der Scheldemündung 297 den besiegten Germanen die Ansiedlung auf dem Gebiet des römischen Reiches gestattet. Demnach zeige das obere Register Kaiser und Augustus Maximian sowie seinen Mitkaiser Constantius I. bei der somit möglicherweise in Mogontiacum zu lokalisierenden Verkündung dieses Beschlusses. Das untere Register setze die Einwanderung der Germanen ins römische Reich in Szene: Sie kämen vom rechtsrheinischen freien Germanien über Castellum und die Rheinbrücke in das linksrheinische Mogontiacum in der römischen Provinz Germania superior.
Die Szene spielt nach Radnoti-Alföldi auf einen konkreten, während der Tetrarchie geübten Akt der Ansiedlung germanischer Stämme, sogenannter Laeten, in die oft wüst gefallenen Gebiete Galliens an. Auf diese Weise sollten entsiedelte Gebiete zu neuer Fruchtbarkeit und Wohlstand geführt, der Frieden und die felicitas saeculi gesichert werden. Die um einen Gnadenerweis flehenden oder um etwas bittenden Gesten der Bevölkerung in Anwesenheit der Kaiser kann in diesem Zusammenhang als deditio, als Unterwerfung unter die Herrschaftsgewalt Roms und der Kaiser gedeutet werden.